# Scopeloberyx rubriventer
Scopeloberyx rubriventer är en fiskart som först beskrevs av Koefoed, 1953.  Scopeloberyx rubriventer ingår i släktet Scopeloberyx och familjen Melamphaidae. Inga underarter finns listade i Catalogue of Life.